# La Fiancée de Bélus
La Fiancée de Bélus est une peinture de l'artiste français Henri-Paul Motte, de 1885, basée sur un rituel babylonien fantaisiste associé à la divinité Bēl, en latin : Belus. Selon ce rituel, Bel se voyait offrir une jeune fille qui s'asseyait sur les genoux de sa statue pour la nuit, puis était remplacée le lendemain par une autre, toutes gagnantes de concours de beauté quotidiens,.
Motte cite comme référence l'historien grec Hérodote, mais il s'avère par la suite que la citation correspondante était inventée. 
La Fiancée de Bélus présente un style académique surdimensionné. 
Pour recréer l'intérieur du temple babylonien, Motte a copié un temple grec d'Olympie, tandis que la sculpture est inspirée de Lamassu.
En 2013, le tableau est acquis par le Musée d'Orsay où il est actuellement conservé. Il était auparavant conservé à la Galerie Vincent Lecuyer, près du Musée d'Orsay, et a été exposée à la Brafa de Bruxelles et à la PAD Paris.